# Tadeusz Strzałka
Tadeusz Strzałka (ur. 11 lutego 1895 w Litiatynie, zm. 8 stycznia 1980 w Gliwicach) – kapitan piechoty Wojska Polskiego, działacz niepodległościowy.

## Życiorys
Urodził się 11 lutego 1895 w Litiatynie, w ówczesnym powiecie brzeżańskim Królestwa Galicji i Lodomerii, w rodzinie Andrzeja i Agaty z domu Koczęda.
W 1914 został wykazany w oddziale lwowskim Franciszka Sikorskiego. Służył w taborze sztabowym 1 pułku piechoty Legionów Polskich. Wiosną 1917 został odnotowany w oddziale sztabowym 1 pp i przedstawiony do odznaczenia austriackim Krzyżem Wojskowym Karola.
Po zakończeniu działań wojennych pozostał w wojsku jako podoficer zawodowy w stopniu chorążego. 22 czerwca 1926 prezydent RP mianował go podporucznikiem ze starszeństwem z 1 lipca 1925 i 43. lokatą w korpusie oficerów piechoty, a minister spraw wojskowych wcielił do 32 pułku piechoty w Modlinie. Służył w III batalionie 32 pp, który był detaszowany w Działdowie. 15 lipca 1927 prezydent RP nadał mu stopień porucznika ze starszeństwem z dniem 1 lipca 1927 i 40. lokatą w korpusie oficerów piechoty. W marcu 1931 został przeniesiony do batalionu podchorążych rezerwy piechoty nr 6A w Rawie Ruskiej. W październiku 1931 został przeniesiony do Korpusu Ochrony Pogranicza. Z dniem 1 lutego 1933 został przydzielony do dyspozycji Ministerstwa Komunikacji na okres sześciu miesięcy z zachowaniem dotychczasowego dodatku służbowego. Z dniem 30 września 1933 został przeniesiony do rezerwy z równoczesnym przeniesieniem w rezerwie do 30 pułku piechoty w Warszawie. Na stopień kapitana rezerwy został mianowany ze starszeństwem z 19 marca 1939 i 234. lokatą w korpusie oficerów piechoty.
W czasie kampanii wrześniowej dowodził kompanią ruchowo-kolejową nr 21.
Zmarł 8 stycznia 1980 w Gliwicach i został pochowany na cmentarzu Centralnym (sektor LA7, rząd 6, grób 23).

## Ordery i odznaczenia
- Krzyż Niepodległości – 2 sierpnia 1931 „za pracę w dziele odzyskania niepodległości”[16][2][17]
- Krzyż Walecznych[18][19]